# Озинки (аеродром)
Озинки — колишній військовий аеродром у Саратовській області, за 8 км на південний захід від однойменного селища.
У 1962 році був сформований вертолітний полк неподалік селища Сланцева копальня Озинського району Саратовської області. Полк розмістився на військовому аеродромі.
На аеродромі раніше базувався 437-й навчальний гелікоптерний полк (військова частина 45659), що належав Саратовському вищому військовому авіаційному училищу льотчиків, а до 1971 року і з 1991 року — Сизранському військовому інституту. На озброєнні полку були вертольоти Мі-24 і Мі-8. Для польотів полку, крім аеродрому «Озинки», використовувалися також польові аеродроми (посадочні майданчики) «Кожин» (індекс ЬВРК) та «Муравлі».
У 1998 році полк розформований (частина особового складу та техніки увійшли до 237-ї окремої гелікоптерної ескадрильї, створеної на аеродромі Бобрівка під Самарою), аеродром занедбано. Відтоді використовується як посадковий майданчик для проведення авіаційних робіт на цивільних літаках Ан-2 та гелікоптерах.
У 1980-х роках сюди виконувались рейси місцевих повітряних ліній літаками Л-410 з Саратова; їх було припинено у 1992 році.